# El juego del calamar en la vida real por $456 000
El juego del calamar en la vida real por $456 000 —en inglés: $456,000 Squid Game in Real Life!— es un video de YouTube del youtuber estadounidense Jimmy Donaldson, conocido en la plataforma como MrBeast. El video, lanzado el 24 de noviembre de 2021, es una competencia basada en los juegos presentados en la serie surcoreana de Netflix de 2021, El juego del calamar.
Donaldson comenzó a trabajar en el video en octubre de 2021. Parcialmente financiado por el desarrollador de videojuegos finlandés Supercell para promover su juego móvil Brawl Stars, el video costó 3.5 millones de dólares para producir, de los cuales 2 millones se gastaron en escenarios y producción y 1.5 millones se dieron como premios en efectivo a los concursantes. Donaldson recreó varios de los escenarios de la serie para el video. Al igual que en la serie, los 456 jugadores compitieron en una serie de juegos hasta que solo quedó un jugador.
Después de que el video se publicó el 24 de noviembre de 2021, rápidamente recibió más de 100 millones de vistas y se convirtió en el video más visto de MrBeast (excluyendo los Shorts). A agosto de 2025, ha recibido más de 863 millones de vistas. Las publicaciones elogiaron a Jimmy Donaldson por sus recreaciones precisas de los escenarios, pero algunos críticos vieron el video como poco original y una mala interpretación de los temas anticapitalistas de Squid Game.

## Contexto

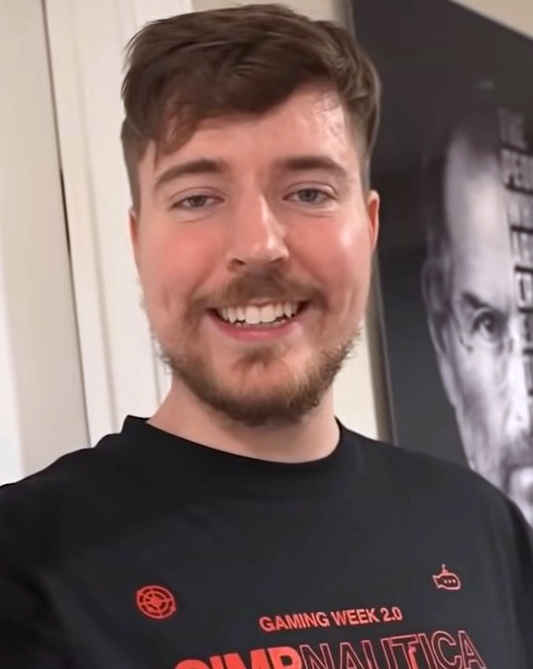
Donaldson en 2021

El juego del calamar es una serie de televisión surcoreana desarrollada por Hwang Dong-hyuk y lanzada por primera vez en Netflix en 2021. El programa se centra en un concurso de juegos ficticio en el que 456 concursantes endeudados compiten hasta la muerte en variantes de juegos infantiles tradicionales para ganar un gran premio en efectivo. La serie recibió elogios de la crítica y se convirtió en el programa más visto de Netflix en su primer mes. En noviembre de 2021, Josh Coulson de TheGamer describió Squid Game como un "fenómeno mundial".
Jimmy Donaldson creó el canal de YouTube MrBeast en 2012. El canal ganó popularidad en 2017 por las acrobacias y desafíos de Donaldson, que tienden a ser filantrópicos, ambiciosos y costosos. MrBeast se convirtió en uno de los canales de YouTube con más suscriptores, con 75.9 millones de suscriptores para el momento en que se lanzó "$456,000 Squid Game in Real Life!".

## Producción
El 11 de octubre de 2021, Donaldson publicó un video en TikTok diciendo que recrearía Squid Game si el video alcanzaba 10 millones de likes, lo cual logró. El trabajo en el video comenzó a mediados de octubre. El youtuber William Osman fue contratado por Donaldson para liderar un equipo de ingeniería que creara explosivos de sangre para explotar con sangre falsa cuando un concursante fuera eliminado; Osman tuvo tres semanas para entregar quinientos de estos dispositivos.
"$456,000 Squid Game in Real Life!" costó 3.5 millones de dólares estadounidenses en producción. El video fue patrocinado y parcialmente financiado por Supercell para promover su juego móvil Brawl Stars. Dos millones de dólares del presupuesto se destinaron a escenarios y producción, mientras que el restante 1.5 millones se utilizaron para premios en efectivo. Matt Pearce del Los Angeles Times señaló que el video costó 134,600 dólares por minuto de pantalla producido, mientras que Squid Game en sí costó aproximadamente 43,500 dólares por minuto de pantalla. Donaldson recreó varios sets del programa, incluyendo la habitación de literas de los concursantes, la plataforma de la cuerda floja y el patio de juegos cubierto. Algunos de los efectos visuales fueron realizados por la compañía SoKrispyMedia en la posproducción.

## Video

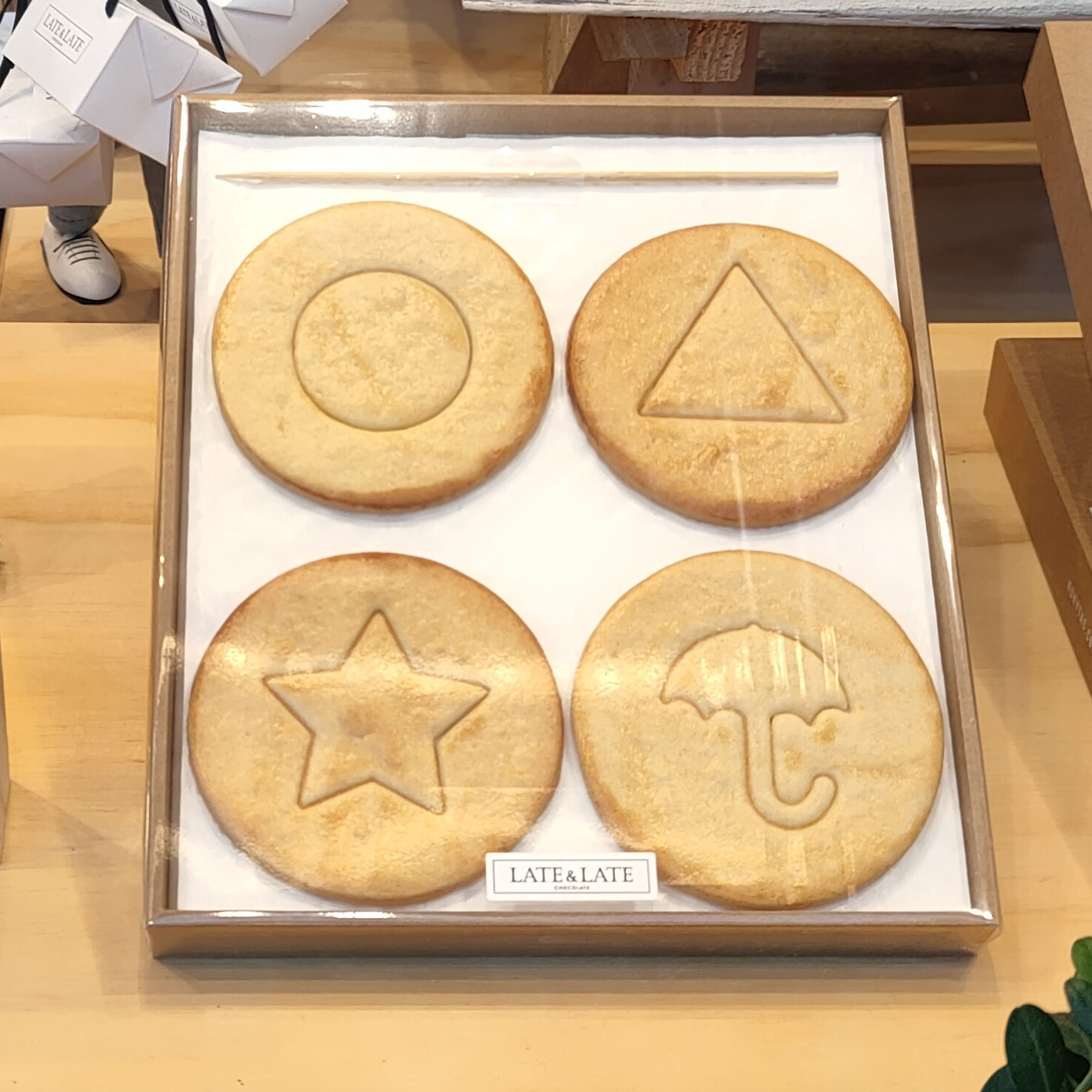
Dalgona, un caramelo coreano utilizado como una ronda de juego tanto en el video como en el programa de televisión

"$456,000 Squid Game in Real Life!" es una recreación basada en Squid Game y no está destinada a ser una parodia, según PC Gamer. Donaldson eligió a 456 concursantes, y se otorgó un premio de $456,000 al ganador. En lugar de la muerte, los jugadores fueron eliminados y recibieron al menos $2,000 como premio de consolación. Siguiendo el formato del programa, los jugadores compitieron en una serie de juegos que redujeron gradualmente el número de participantes. Los juegos fueron, en orden: "Red Light, Green Light"; el juego de la Dalgona; el juego de las canicas; la cuerda floja; ddakji; el desafío del puente de cristal; y las sillas musicales. Hubo algunas desviaciones del programa original: el juego de Donaldson incluyó ddakji como una ronda, que apareció en el programa pero no como un juego por sí mismo. Además, la ronda final fue sillas musicales en lugar del juego titular Squid del programa. El ganador del gran premio fue el jugador 079.

## Lanzamiento y recepción
El video fue publicado en el canal de YouTube de MrBeast el 24 de noviembre de 2021. El video alcanzó 100 millones de vistas en tres días y rápidamente se convirtió en uno de los videos más vistos de Donaldson. Brawl Stars experimentó un aumento del 41% en descargas y un 54% en ingresos dentro de los seis días posteriores al lanzamiento del video. Durante los Premios Gotham 2021, el creador de Squid Game, Hwang Dong-hyuk, respondió al video diciendo: "Me encantó, y también me ayudó a promover el programa, así que quiero que más personas lo hagan".Jennifer Bisset de CNET describió la recreación como "pareciendo aterradoramente real", y periodistas de Polygon y Vice News la describieron como "perfecta". Katherine Griffin, editora de reality TV, comparó el video con la televisión de realidad por su estilo y duración, pero desaprobó la falta de créditos para los editores. Charles Cameron de Screen Rant elogió la fiel recreación del video y la llamó un "homenaje admirable", pero criticó el uso de colocación de productos por "arruinar la inmersión".
Después de que el conteo de vistas de "$456,000 Squid Game in Real Life!" superara al de Squid Game en Netflix, Jon Youshaei, exjefe de marketing de productos para creadores de YouTube, elogió en un tuit el video, destacando cómo el video tenía más vistas, un tiempo de producción más corto y "menos guardianes" que Squid Game, ejemplificando "la promesa de la economía de los creadores". Sin embargo, este tuit fue criticado por ignorar las diferencias entre la producción de una serie de televisión y un video de YouTube, y por aparentemente minimizar la deuda de Donaldson con los creadores de Squid Game, lo que llevó a Youshaei a eliminar su tuit. Amanda Silberling de TechCrunch criticó el concepto de la economía de los creadores en respuesta a Youshaei, argumentando cómo los creadores que hacen videos de alto presupuesto deben aumentar continuamente sus presupuestos para mantener el valor de producción y la novedad para los espectadores. Como ha afirmado Donaldson, obtiene "márgenes de [ganancia] extremadamente pequeños" en sus videos, Silberling argumentó que estos aumentos en los gastos son insostenibles, escribiendo "el éxito de [el video] puede ser una mejor noticia para YouTube, o incluso para Netflix, que para Donaldson". Gita Jackson de Vice News y Hussein Kesvani de Polygon vieron el video como un ejemplo de un problema "fundamental" de YouTube: contenido derivado y no original que se beneficia del trabajo de otros (p. ej., videos de reacciones). Kesvani describió el video como "la conclusión lógica de esta economía de los creadores".
Donaldson recibió críticas de algunos periodistas y del público en línea por lo que se percibió como un malentendido de los temas anticapitalistas de Squid Game. Jackson llamó al video "perverso" y una "recreación del deseo último del villano de ver a personas desesperadas competir por dinero puramente por su diversión". Según Silberling, el video carecía de la "resonancia emocional y el suspenso" del programa original porque los concursantes no enfrentaban el riesgo de castigo por perder.Tyler Wilde de PC Gamer consideró que era "difícil declarar que $3.5 millones gastados en un video de YouTube y premios en efectivo es malo, pero $21.4 millones gastados en un programa de Netflix es bueno" en medio de las críticas al gran presupuesto del video, llamándolo "tan preciso como se puede llegar a estar sin realmente disparar a nadie".
Matt Pearce del Los Angeles Times describió las diferencias estilísticas entre el programa y el video, como la sustitución del "comentario social elevado" de Squid Game por "el estilo de casa de MrBeast de filantropía de acrobacias optimistas". Pearce destacó la "eficiencia narrativa" del video con su extenso uso de cortes rápidos, cambios de música, efectos de sonido y gráficos al estilo de la televisión de realidad estadounidense. Como otros videos de Donaldson, el video utiliza el marketing de cebo de clics y una premisa "absurdamente extravagante" para convencer a los espectadores de verlo, un estilo que Donaldson ha "pionerizado y perfeccionado", según Amanda Silberling de TechCrunch.